# エオメル
エオメル（Éomer, 第三紀2991年 - 第四紀63年）は、J・R・R・トールキンの中つ国を舞台とした小説、『指輪物語』の登場人物。

## 人物像
ローハン王セオデンの甥。妹はエオウィン。東方を守護する第三騎馬軍団長。
セオデン王に忠実ではあるが、命令に教条的に従うばかりではなく、自分で状況を判断する聡明さを備える。武勇にも長け、ペレンノール野の合戦ではアラゴルンやドル・アムロス大公イムラヒルと並んで、無傷で戦いを切り抜けた1人となった。愛剣の名はグースヴィネ（戦の友の意）。
素朴な文化のロヒアリムであるため、上古の世から伝わる知識や力については明るくない。ギムリの前でガラドリエルを悪く言って一触即発の事態に陥ったり、死者の道に挑むアラゴルンとは永遠の別れになると思ったりした。
アラゴルンとの友情は深く、初対面のときから好意を持っていたと述べている。上記の経緯から当初こそギムリとは険悪だったが、共闘するうちにすぐに和解。「この世で最も美しい女性はガラドリエルではなくアルウェン」というエオメルの見解をギムリが受け入れたことで最終的な解決を見た。

## 経歴
セオデン王の妹セオドウィンと、騎士エオムンドの間に生まれた。
ローハンの国土を荒らすオークの討伐後、さらわれたメリアドク・ブランディバックとペレグリン・トゥックを追うアラゴルンたちと遭遇する。エルフやホビットなど、彼の理解を越える領域の話に戸惑いつつ、徒歩のアラゴルン一行に馬を貸し与えた。
王都エドラスに帰還後、相談役蛇の舌グリマの専横に堪忍袋の緒が切れ、宮中で彼を斬り捨てようとして投獄されてしまう。しかし、ガンダルフによって正気を取り戻したセオデン王によって許され、元の地位に復帰した。
指輪戦争において、ハロウ砦の戦い、ペレンノール野の合戦、そして黒門へと兵を進め、ゴンドールと共にサウロン軍と戦った。戦後は伯父セオデンの跡を継いでローハン王となり、第三家系の始祖となった。そして戦友イムラヒル大公の娘ロシーリエルと結婚し、息子エルフヴィネをもうけた。エレッサール王となったアラゴルン統治下のゴンドールと同盟を再確認し、その後もたびたび起きた紛争に際してはともに出陣した。
65年にわたりローハンに平和と繁栄をもたらしたことから、人々に「エアディグ」（Éadig、古いローハン語で『祝福された』の意）と呼ばれるようになった。